# Chaetonotus striatus
Chaetonotus striatus är en djurart som tillhör fylumet bukhårsdjur, och som beskrevs av Preobrajenskaja 1926. Chaetonotus striatus ingår i släktet Chaetonotus och familjen Chaetonotidae. Inga underarter finns listade i Catalogue of Life.